# The Genius of Komeda
The Genius of Komeda är den svenska musikgruppen Komedas andra studioalbum, utgivet på North of No South Records 1996. Skivan spelades in i Tonteknik Studios med Pelle Henricsson och Eskil Lövström som producenter. Skivan var bandets första på engelska.

## Låtlista
Alla låtar är skrivna av Komeda.
1. "More is More"
2. "Fire"
3. "Rocket Plane (Music on the Moon)"
4. "Boogie Woogie / Rock'n'Roll"
5. "Disko"
6. "Top Star"
7. "Light o' My Life"
8. "If"
9. "Frolic"
10. "In Orbit"
11. "Arbogast"
12. "New New No"

## Personal
- Fredrik Burstedt - stråkar
- Josef Cabrales-Alin - stråkar
- Pelle Henricsson - producent, inspelning, mixning, mastering
- Olof Holm - stråkar
- Kerstin Isaksson - stråkar
- Susanne Johansson - foto
- Komeda - producent, inspelning, mixning, mastering
- Eskil Lövström - producent, "brass", inspelning, mixning, mastering
- Magnus Åström - grafisk design

## Mottagande
Allmusics recensent gav skivan betyget 3/5.

### Fotnoter
1. 1 2  ”The Genius of Komeda”. Discogs.com. http://www.discogs.com/Komeda-The-Genius-Of/release/518027. Läst 8 maj 2012.
2. 1 2  Ankeny, Jason. ”The Genius of Komeda”. Allmusic.com. http://www.allmusic.com/album/the-genius-of-komeda-r240903. Läst 8 maj 2012.